# 摩拉瓦貝龍
摩拉瓦貝龍是捷克的城鎮，位於該國東部，由奧洛穆克州負責管轄，面積51.22平方公里，海拔高度525米，2006年人口3,322，人口密度為每平方公里65人。

## 外部連結
- （捷克文） Official website （页面存档备份，存于）